# Joc rítmic

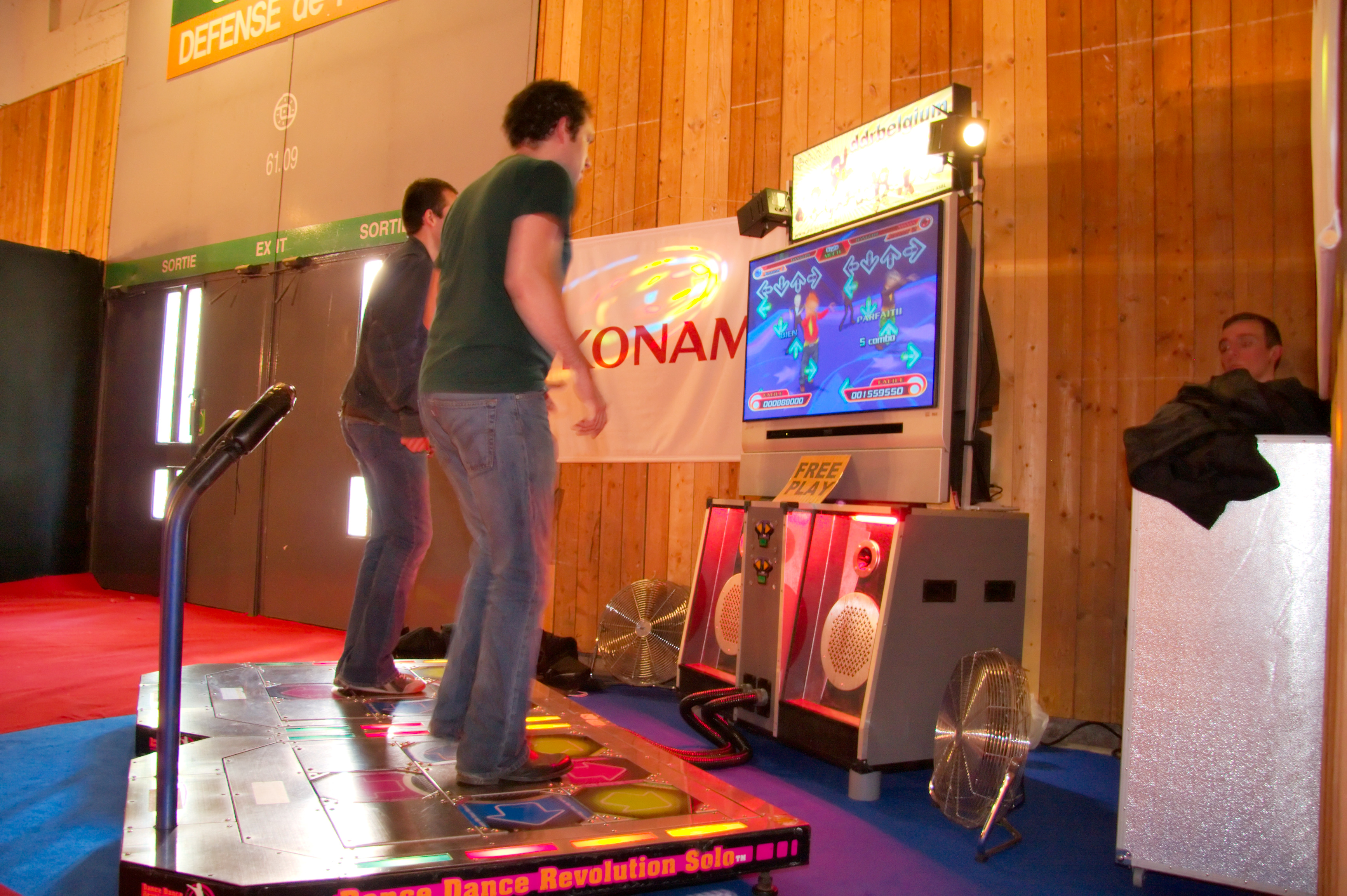
Jugadors fent servir una plataforma de ball amb el joc Dance Dance Revolution, un dels jocs rítmics de més èxit.

Un joc rítmic, és un tipus de videojoc d'acció musical. Els jocs d'aquest tipus es concentren en el ball o en simular l'execució d'instruments musicals. Els jugadors han de prémer una sèrie de botons en moments precisos corresponent a una seqüència indicada pel joc. En fer-ho d'aquesta manera s'aconsegueix que el protagonista del joc o avatar balli o toqui els instruments, i si ho fa bé aconsegueix una puntuació més alta. Molts jocs rítmics tenen la funció multijugador, és a dir, que poden jugar diversos jugadors que competeixen entre si per aconseguir una puntuació més alta, o cooperar en tocar de manera coordinada com si fos una banda de música.